# Холандејл (Висконсин)
Холандејл (енгл. Hollandale) град је у америчкој савезној држави Висконсин.

## Демографија
По попису из 2010. године број становника је 288, што је 5 (1,8%) становника више него 2000. године.
| Група             | 2000.       | 2010.       |
| Белци             | 281 (99,3%) | 283 (98,3%) |
| Афроамериканци    | 0 (0,0%)    | 2 (0,7%)    |
| Азијати           | 0 (0,0%)    | 0 (0,0%)    |
| Хиспаноамериканци | 1 (0,4%)    | 0 (0,0%)    |
| Укупно            | 283         | 288         |